# Demora (nàutica)

La rosa d'una brúixola emprada per mesurar la demora entre un objecte i el nord

Es denomina  demora  d'un objecte a l'angle horitzontal format entre el nord i la visual des de l'observador sobre un vaixell fins a l'objecte.
Es mesura amb origen al nord de 0° a 360° en el sentit de les agulles del rellotge.
Segons sigui la referència emprada es tindrà:
- Demora veritable (Dv): respecte al Nord veritable.
- Demora magnètica (Dm): respecte al Nord magnètic.
- Demora d'agulla (Dc): respecte al Nord del compàs.

La demora es mesura amb un instrument anomenat compàs de demores.